# Орден «За заслуги» (Україна)
Орден «За заслуги» I, II, III ступеня — державна нагорода України для відзначення видатних заслуг громадян в економічній, науковій, соціально-культурній, військовій, державній, громадській та інших сферах суспільної діяльності.
Автор знаків ордена І-II ст. — Ігор Безгін; III ст. — Юхим Харабет.

## Історія нагороди
- 18 серпня 1992 року Указом Президента України Л. М. Кравчука № 418/92 заснована Почесна відзнака Президента України. Указом також затверджені Положення та опис відзнаки.
- 22 вересня 1996 року Указом Президента України Л. Д. Кучми № 870/96 заснована відзнака Президента України — орден «За заслуги» I, II, III ступеня. Указом також затверджені Статут відзнаки та опис знаків ордена. До нагороджених орденом «За заслуги» були прирівняні особи, нагороджені Почесною відзнакою Президента України; припинено подальше нагородження Почесною відзнакою Президента України.
- 16 березня 2000 року Верховна Рада України прийняла Закон України «Про державні нагороди України», у якому була встановлена державна нагорода України — орден «За заслуги» I, II, III ступеня. Було установлено, що дія цього Закону поширюється на правовідносини, пов'язані з нагородженням осіб, нагороджених відзнаками Президента України до набрання чинності цим Законом; рекомендовано Президентові України привести свої укази у відповідність із цим Законом.

## Почесна відзнака Президента України
До нагороджених орденом «За заслуги» прирівнюються особи, нагороджені Почесною відзнакою Президента України (заснована 18 серпня 1992 року). Особи, нагороджені Почесною відзнакою Президента України, іменуються кавалерами ордена «За заслуги» і зберігають право носіння вручених їм знаків Почесної відзнаки Президента України. У зв'язку із встановленням у 1996 р. ордена «За заслуги» припинено нагородження Почесною відзнакою Президента України.

## Статут ордена «За заслуги»
Орденом «За заслуги» нагороджуються громадяни України за видатні особисті досягнення в економічній, науково-технічній, соціально-культурній, військовій, державній, громадській та інших сферах діяльності.
Орден «За заслуги» має три ступені:
- орден «За заслуги» I ступеня,
- орден «За заслуги» II ступеня,
- орден «За заслуги» III ступеня.

Вищим ступенем ордена є I ступінь. Нагородження орденом «За заслуги» громадян України здійснюється послідовно, починаючи з III ступеня.
Орденом «За заслуги» можуть бути нагороджені іноземні громадяни та особи без громадянства:
- орденом «За заслуги» I ступеня — глави суверенних держав, керівники урядів та парламентів, міністри суверенних держав;
- орденом «За заслуги» II ступеня — заступники керівників урядів і парламентів, міністри та керівники інших центральних органів виконавчої влади, посли іноземних держав в Україні;
- орденом «За заслуги» III ступеня — працівники посольств іноземних держав в Україні, відомі державні, політичні, громадські діячі, митці, науковці, бізнесмени та інші особи.

Нагороджений орденом «За заслуги» будь-якого ступеня іменується кавалером ордена «За заслуги».
Нагородження орденом «За заслуги» наступного ступеня можливе, як правило, не раніше як через три роки після нагородження орденом попереднього ступеня. Нагородження орденом «За заслуги» може бути проведено посмертно.
Орден «За заслуги» I ступеня має знак ордена та зірку ордена, II й III ступеня — тільки знак ордена.
Військовослужбовці Збройних Сил України, Прикордонних військ України, Національної гвардії України, нагороджені орденом «За заслуги» II й III ступеня, мають на колодці знака ордена зображення схрещених мечів.

## Опис ордена «За заслуги»

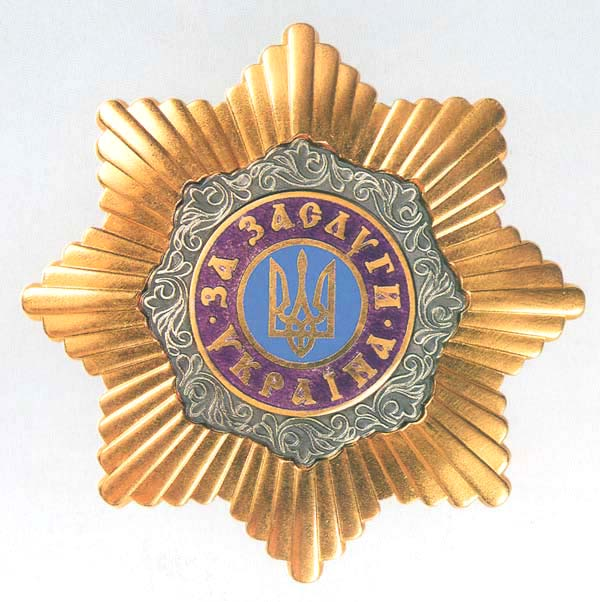
Зірка ордена «За заслуги» I ступеня

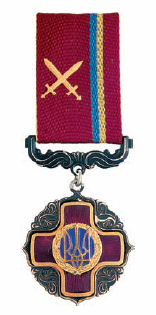
Знак ордена «За заслуги» III ступеня з мечами

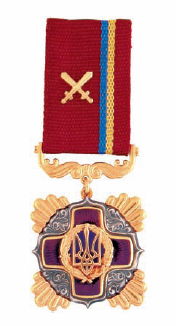
Знак ордена «За заслуги» II ступеня з мечами

Знак ордена «За заслуги» І ступеня виготовляється зі срібла і має форму хреста із заокругленими кінцями, накладеного на медальйон із зображенням рослинного орнаменту. Сторони хреста покриті емаллю малинового кольору, пружки хреста — позолочені. З-під медальйона в напрямку сторін хреста розходяться пучки променів. Посередині хреста у вінку з дубової та лаврової гілок на блакитному фоні зображення малого Державного Герба України — тризуба. Вінок, тризуб, промені позолочені. Медальйон — з оксидованого срібла. Усі зображення рельєфні. До верхнього пучка променів прикріплюється кільце з вушком, крізь яке протягується стрічка для носіння на шиї.
Розмір знака між протилежними кінцями — 55 мм.
Зворотний бік знака плоский, з викарбуваним номером знака ордена.
Зірка ордена «За заслуги» виготовляється зі срібла і має форму восьмикутної зірки з розбіжними променями. Посередині зірки — круглий медальйон з пружкою, у центрі якого на синьому емалевому тлі зображення малого Державного Герба України. Медальйон обрамлений рельєфним рослинним орнаментом. По колу медальйона, покритому емаллю малинового кольору, розміщено напис позолоченими літерами «За заслуги», у нижній частині — «Україна».
Розмір зірки між протилежними кінцями — 77 мм.
Зворотний бік зірки плоский, з викарбуваним номером та шпилькою для прикріплення до одягу.
Знак ордена «За заслуги» II ступеня виготовляється зі срібла і має форму хреста з заокругленими кінцями, накладеного на медальйон з зображенням рослинного орнаменту. Сторони хреста покриті емаллю малинового кольору, пружки хреста позолочені. З-під медальйона по діагоналі розходяться пучки променів. Посередині хреста таке саме зображення, як на знакові ордена І ступеня.
Розмір знака між протилежними кінцями променів — 50 мм.
До верхнього кінця хреста прикріплюється кільце з вушком, яке сполучається з фігурною колодкою, обтягнутою стрічкою. Розмір колодки: довжина — 45 мм, ширина — 28 мм. На зворотному боці колодки розміщено шпильку для прикріплення знака до одягу.
Для військовослужбовців на колодці знака ордена «За заслуги» II й III ступеня з лівого боку колодки на малиновому тлі закріплено схрещені мечі з позолоченого томпаку.
Знак ордена «За заслуги» III ступеня виготовляється з нейзильберу і має форму хреста із заокругленими кінцями, накладеного на медальйон з зображенням рослинного орнаменту. Сторони хреста покриті емаллю малинового кольору. Посередині хреста у вінку з дубової та лаврової гілок на блакитному фоні — зображення малого Державного Герба України — тризуба. Вінок, тризуб, пружки хреста позолочені. Медальйон — з оксидованого срібла. Усі зображення рельєфні.
Розмір знака між протилежними кінцями — 37,2 мм.
Зворотний бік знака плоский, з викарбуваним номером ордена.
До верхнього кінця хреста прикріплюється кільце з вушком, яке сполучається з фігурною колодкою, обтягнутою стрічкою. Розмір колодки: довжина — 45 мм, ширина — 28 мм. На зворотному боці колодки розміщено шпильку для прикріплення до одягу.

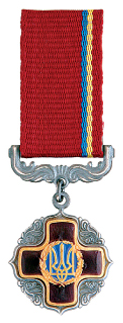
Мініатюра ордена

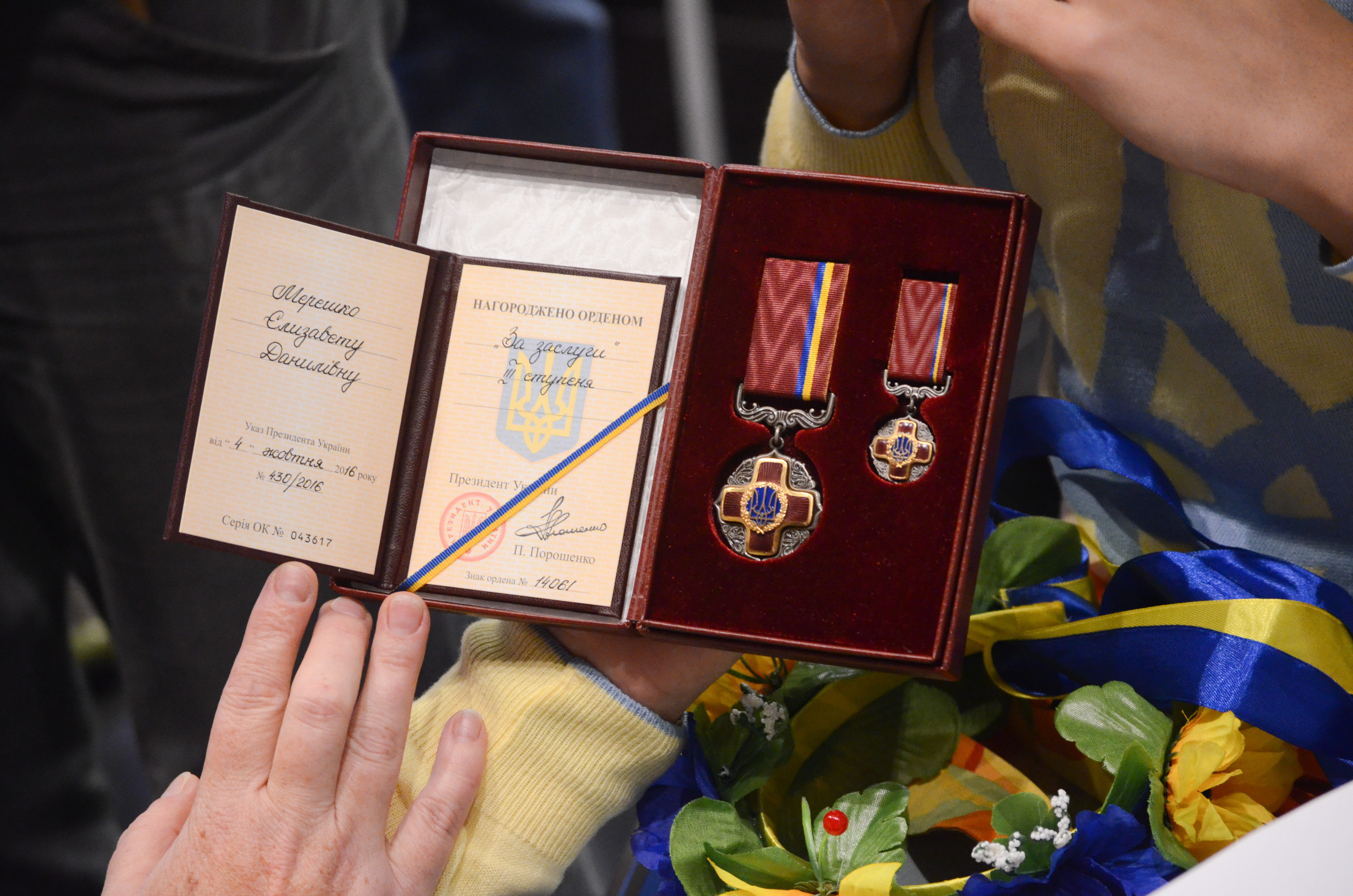
Комплект ордена «За заслуги» третього ступеня

Стрічка ордена «За заслуги» шовкова муарова малинового кольору з двома поздовжніми смужками кольорів Державного Прапора України (синьою та жовтою) з правого краю. Ширина стрічки — 28 мм. Ширина синьої та жовтої смужок — по 2,5 мм на відстані 5 мм від правого краю.
Планка ордена «За заслуги» — прямокутна металева пластинка, обтягнута стрічкою. Розмір планки: висота — 12 мм, ширина — 28 мм.
- На планці ордена І ступеня — накладний хрестик жовтого металу.
- На планці ордена II ступеня — накладний хрестик білого металу.
- На планці ордена III ступеня — накладний хрестик з нейзильберу.

Мініатюра знака, т.з. фрачник, ордена «За заслуги» — зображення знака ордена III ступеня у зменшеному вигляді.
Мініатюра знака ордена I й II ступеня виготовляється зі срібла, III ступеня — з нейзильберу і томпаку.
Розмір мініатюри — 22 мм. Розмір колодки: довжина — 30 мм, ширина — 18 мм. Ширина стрічки на колодці мініатюри — 18 мм.
У концепції ордена «За заслуги» збережена спадкоємність першої нагороди незалежної України — Почесної відзнаки Президента України.

## Послідовність розміщення знаків державних нагород України
- Знак ордена «За заслуги» І ступеня — на шийній стрічці після знаку ордена князя Ярослава Мудрого II, III ступенів;
- знак ордена «За заслуги» II, III ступенів — на лівому боці грудей після знаку ордена князя Ярослава Мудрого IV, V ступенів;
- зірка ордена «За заслуги» I ступеня — на лівому боці грудей нижче нагород на колодках (стрічках) після зірки ордена князя Ярослава Мудрого I, II ступенів.